# Neoris galeropa
Neoris galeropa är en fjärilsart som beskrevs av Rudolf Püngeler 1900. Neoris galeropa ingår i släktet Neoris och familjen påfågelsspinnare. Inga underarter finns listade i Catalogue of Life.